# 1227
Évszázadok: 12. század – 13. század – 14. század
Évtizedek: 1170-es évek – 1180-as évek – 1190-es évek – 1200-as évek – 1210-es évek – 1220-as évek – 1230-as évek – 1240-es évek – 1250-es évek – 1260-as évek – 1270-es évek
Évek: 1222 – 1223 – 1224 – 1225 –  1226 – 1227 – 1228 – 1229 – 1230 – 1231 – 1232

## Események

### Határozott dátumú események
- március 19. – Hivatalba lép IX. Gergely pápa.[1]
- július 31. – IX. Gergely pápai legátusként Róbert esztergomi érseket küldi Kunországba, hogy a domonkosok kun misszióját irányítsa.[2]

### Határozatlan dátumú események
- az év folyamán – 
  - András herceg – II. András fia – átveszi Halics kormányzását.[3]
  - Megalapítják a milkói püspökséget.[4]
  - III. Henrik angol király nagykorúságát elérve átveszi a tényleges hatalmat.
  - Róbert esztergomi érsek megkereszteli Borc (Boricius) kun vezért.[5]

## Születések
- szeptember 30. – IV. Miklós pápa († 1292)[6]

## Halálozások
- március 18. – III. Honoriusz pápa (* 1148)[7]
- augusztus 18. – Dzsingisz kán, a Mongol Birodalom megalapítója (* 1162)
- november 23. – I. Leszek lengyel fejedelem (* 1186)